# Gaio (náutica)
Gaio em náutica é o  cabo  do pau de palanque (spi) que o impede de subir, e  o contrário do gaio é o amantilho, que o mantém suspenso.
Na retranca o equivalente do gaio seria o burro.